# Edward Pococke
Edward Pococke, döpt den 8 november 1604, död den 10 september 1691, var en engelsk orientalist.
Pococke blev 1630 kaplan vid engelska faktoriet i Aleppo, 1636 professor i arabiska i Oxford och  inledde 1637 han en flerårig studieresa till Orienten. År 1648 övertog han den hebreiska professuren i Oxford, men vägrade 1649 att gå independenteden och kom därför först efter restaurationen 1660 att besitta detta ämbete officiellt. På arabiska och latin gav han bland annat ut Specimen historiæ arabum (1649) som återutgavs 1806 av White, Porta Mosis (1655) det vill säga utdrag ur Maimonides kommentar till Mischna, Annales Eutychii (1658) och Gregorii Abulfaragii historia dynastiarum orientalium (1663). Pocockes teologiska arbeten utkom samlade 1740 med biografi av Twells.